# (2639) Planman
(2639) Planman (1940 GN) – planetoida z pasa głównego asteroid okrążająca Słońce w ciągu 3,83 lat w średniej odległości 2,45 j.a. Odkryta 9 kwietnia 1940 roku.